# گراهام هاچینگز
گراهام هاچینگز (Graham Hutchings) عضو انجمن سلطنتی انگلستان، یک شیمیدان انگلیسی، استاد و معاون پژوهشی در دانشگاه کاردیف انگلستان است. او کارشناسی خود را در سال ۱۹۷۲ در کالج دانشگاهی لندن، مدرک دکترا از دانشگاه کالج در سال ۱۹۷۵ در شیمی زیستی و مدرک DSC را از دانشگاه لندن در سال ۲۰۰۲ با موضوع تحقیقی تجزیه ناهمگن به دست‌آورد. او همچنین یکی از برندگان نشان داوی است.